# العلاقات البوسنية الإسرائيلية
العلاقات البوسنية الإسرائيلية هي العلاقات الثنائية التي تجمع بين البوسنة والهرسك وإسرائيل.

## مقارنة بين البلدين
هذه مقارنة عامة ومرجعية للدولتين:
| وجه المقارنة                                              | البوسنة والهرسك                                             | إسرائيل                                                             |
| --------------------------------------------------------- | ----------------------------------------------------------- | ------------------------------------------------------------------- |
| المساحة (كم2)                                             | 51.20 ألف                                                   | 20.77 ألف                                                           |
| عدد السكان (نسمة)                                         | 3.51 مليون                                                  | 8.89 مليون                                                          |
| الكثافة السكانية (ن./كم²)                                 | 68.55                                                       | 428.02                                                              |
| العاصمة                                                   | سراييفو                                                     | القدس                                                               |
| اللغة الرسمية                                             | اللغة البوسنوية، اللغة الكرواتية، اللغة الصربية             | اللغة العبرية، اللغة العربية                                        |
| العملة                                                    | مارك بوسني                                                  | شيكل إسرائيلي جديد، شيكل إسرائيلي قديم، جنيه فلسطيني، جنيه إسرائيلي |
| الناتج المحلي الإجمالي (بليون دولار)                      | 18.17 مليار                                                 | 350.85 مليار                                                        |
| الناتج المحلي الإجمالي (تعادل القوة الشرائية) بليون دولار | 41.35 مليار                                                 | 306.51 مليار                                                        |
| الناتج المحلي الإجمالي الاسمي للفرد دولار أمريكي          | 4.25 ألف                                                    | 35.73 ألف                                                           |
| الناتج المحلي الإجمالي للفرد دولار أمريكي                 | 10.43 ألف                                                   | 36.58 ألف                                                           |
| مؤشر التنمية البشرية                                      | 0.733                                                       | 0.899                                                               |
| رمز المكالمات الدولي                                      | +387                                                        | +972                                                                |
| رمز الإنترنت                                              | .ba                                                         | .il                                                                 |
| المنطقة الزمنية                                           | توقيت وسط أوروبا، ت ع م+01:00، ت ع م+02:00، أوروبا/سراييفو ‏ | توقيت إسرائيل، Israel Summer Time ‏                                  |

## مدن متوأمة
في ما يلي قائمة باتفاقيات التوأمة بين مدن بوسنية وإسرائيلية:
- ترتبط بانيا لوكا مع موديعين-مكابيم-ريعوت باتفاقية توأمة منذ 2007.[17][17][17][17]

## منظمات دولية مشتركة
يشترك البلدان في عضوية مجموعة من المنظمات الدولية، منها:
| علم المنظمة | اسم المنظمة                               | تاريخ انضمام البوسنة والهرسك | تاريخ انضمام إسرائيل |
| ----------- | ----------------------------------------- | ---------------------------- | -------------------- |
|             | مؤسسة التنمية الدولية                     | 25 فبراير 1993               | 22 ديسمبر 1960       |
|             | الأمم المتحدة                             | 22 مايو 1992                 | 11 مايو 1949         |
|             | منظمة الشرطة الجنائية الدولية             | ?                            | ?                    |
|             | المركز الدولي لتسوية المنازعات الاستشارية | 13 يونيو 1997                | 22 يوليو 1983        |
|             | الاتحاد الدولي للاتصالات                  | 20 أكتوبر 1992               | 24 يونيو 1948        |
|             | البنك الدولي للإنشاء والتعمير             | 25 فبراير 1993               | 12 يوليو 1954        |
|             | الاتحاد البريدي العالمي                   | ?                            | ?                    |
|             | مؤسسة التمويل الدولية                     | 25 فبراير 1993               | 26 سبتمبر 1956       |
|             | وكالة ضمان الاستثمار متعدد الأطراف        | 19 مارس 1993                 | 21 مايو 1992         |
|             | يونسكو                                    | 2 يونيو 1993                 | 16 سبتمبر 1949       |

## وصلات خارجية
- موقع وزارة الخارجية البوسنية
- موقع وزارة الخارجية الإسرائيلية